# Covenant d'Ulster
Pour les articles homonymes, voir Covenant.
Le Covenant d'Ulster (Ulster Covenant, également connu sous le nom d'Ulster's Solemn League and Covenant), est un pacte signé par un peu moins d'un demi-million de personnes de l'Ulster, avant le 28 septembre 1912, en signe de protestation contre le projet de loi du troisième Home Rule (Government of Ireland Act 1914 (en)) présenté par le gouvernement britannique cette même année 1912.
Sir Edward Carson est la première personne à signer le pacte — avec un stylo en argent — à la mairie de Belfast, suivi par Lord Londonderry (l'ancien vice-roi d'Irlande), représentant les Églises protestantes, puis par Sir James Craig. Les signataires, 471 414 en tout, étaient contre la mise en place d'un parlement Home Rule à Dublin.
L'Ulster Covenant est immortalisé dans le poème de Rudyard Kipling Ulster 1912.